# Berta Socuéllamos Zarco
Berta Socuéllamos Zarco (Alicante, 1963) es una ex actriz española. Realizó una película, la coproducción hispanofrancesa Deprisa, deprisa (Carlos Saura, 1981), ganadora ese mismo año del Oso de Oro a la mejor película en el Festival Internacional de Cine de Berlín.
Vecina del barrio de Villaverde de Madrid, fue reclutada por Saura en un casting para actores no profesionales. 
Posteriormente se retiró del cine y vive en el anonimato.